# Orthomiella lucida
Orthomiella lucida is een vlinder uit de familie van de Lycaenidae. De wetenschappelijke naam van de soort is voor het eerst geldig gepubliceerd in 1942 door Forster.